# Theodor Krancke
Theodor Krancke (Magdeburgo, Alemania; 30 de marzo de 1893 - Wentorf, 18 de junio de 1973) fue un destacado marino alemán, almirante de la Kriegsmarine durante la Segunda Guerra Mundial condecorado con la Cruz de Caballero de la Cruz de Hierro y Hojas de Roble.

## Biografía
Theodor Krancke nació en Magdeburgo en 1893 y se unió a la Marina Imperial como cadete en abril de 1912 sirviendo en el velero "Victoria Louise".  Es trasladado a la Academia Naval de Mürwick especializándose en la tecnología del torpedo y sirve en los schnell-boots -lanchas torpederas- durante la Primera Guerra Mundial en la que fue condecorado con la Cruz de Hierro de Segunda clase en 1915. En 1916  alcanzó el grado de teniente de marina y en 1919 obtuvo la Cruz de Hierro de Primera clase.
Durante el periodo de entreguerras, permaneció al mando de torpederos y dragaminas, y luego como oficial torpedista en el acorazado Schleswig-Holstein entre 1927 y 1929.
En 1930 es ascendido a capitán de corbeta y en 1937 obtiene el grado de capitán de navío, ejerce como director de la Academia Naval desde 1937 a 1939. Contrae matrimonio con Yute Thiele.

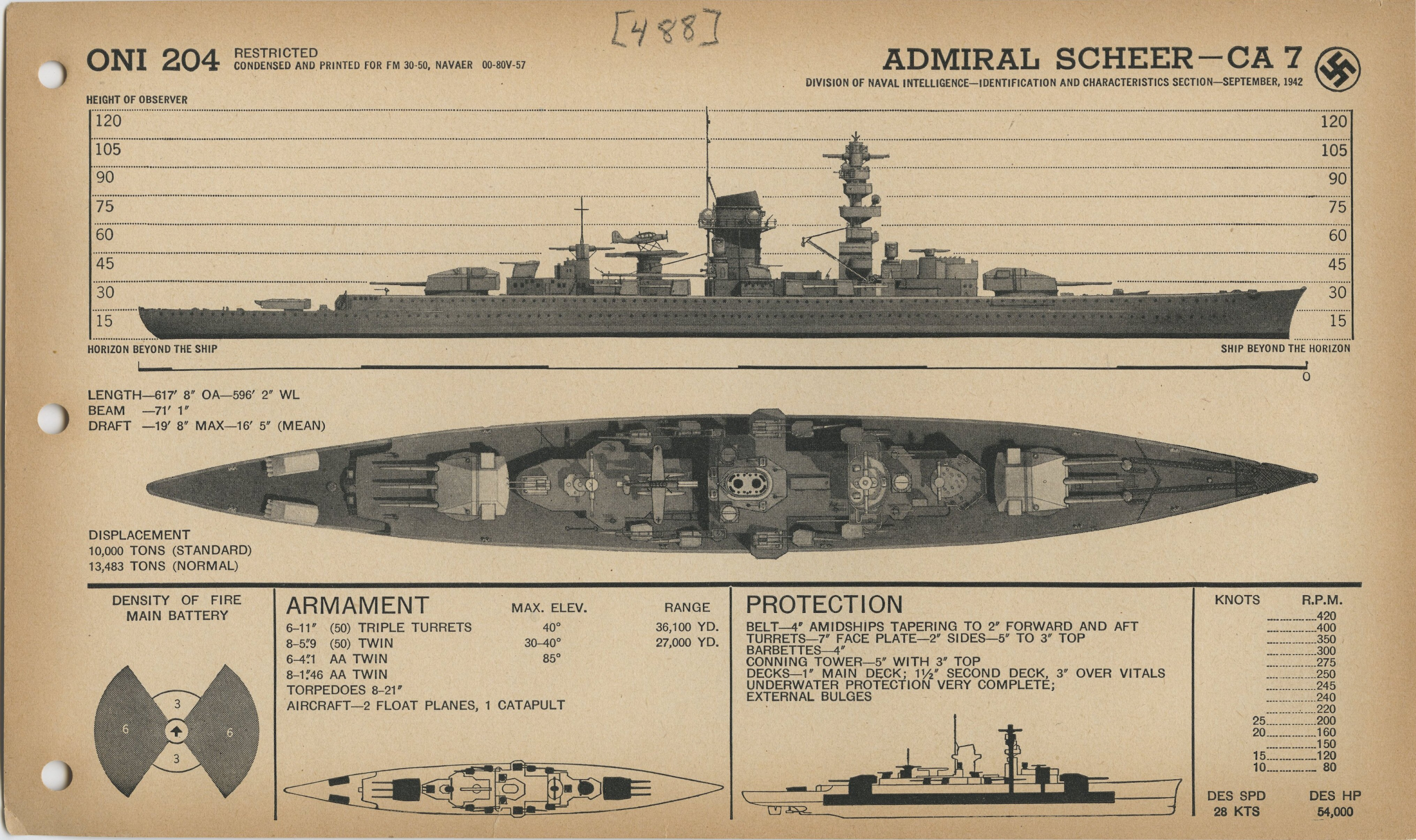
El acorazado Admiral Scheer en la configuración final.

En los inicios de la Segunda Guerra Mundial, el 31 de octubre de 1939 asumió el mando del acorazado de bolsillo Admiral Scheer el cual está en astilleros en periodo de profundas modificaciones y modernizaciones,  mientras sirve en el Estado Mayor de la Armada y planifica la operación para la Invasión de Noruega y Dinamarca llamada operación Weserübung donde la Kriegsmarine perdió en abril de 1940 10 destructores y un crucero a cambio de la ocupación.
En octubre de 1939,  Krancke fue asignado para realizar operaciones corsarias con el  Admiral Scheer, donde en el periodo de 5 meses hunde 13 mercantes, un crucero auxiliar -el HMS Jervis Bay (F40)- y envió a Burdeos, 3 mercantes con dotaciones de presa operando desde el Índico al Ártico, Krancke operó con astucia y sagacidad distrayendo por sus acciones a importantes fuerzas navales británicas que intentan darle caza. Fue ascendido a contralmirante y por las 115 195 t de buques hundidas es condecorado con la Cruz de Caballero de la Cruz de Hierro en febrero de 1941 y nombrado asesor naval de Adolf Hitler.
En abril de 1942 fue ascendido a vicealmirante, en 1943 obtuvo los galones de almirante y fue nombrado comandante en jefe de la flota occidental (Marinegruppenkommando) con base en Brest, Francia, cargo que ocupa hasta abril de 1945. Fue asignado como comandante en jefe de las fuerzas navales en Oslo, Noruega. En 1944 se le otorgó las hojas de roble a su Cruz de Caballero.
Fue capturado por los ingleses en agosto de 1945 y enviado como prisionero de guerra a un campo de prisioneros de alta graduación en Gales. Fue liberado en octubre de 1947 sin cargos.
En 1956 publicó el libro La singladura del acorazado Admiral Scheer. Falleció en  Wentorf, el 18 de junio de 1973 a los 80 años de edad.